# Victory
Victory (с англ. — «Победа») — одиннадцатый студийный альбом немецкой группы Modern Talking, выпущенный 18 марта 2002 года. Наиболее известными хитами, вышедшими с альбома синглами, 
являются песни «Ready for the Victory» и «Juliet». Альбом достиг первого места в чарте Германии, общие продажи в стране превысили 150 000 экземпляров.

## Список композиций
| №   | Название                           | Длина |
| --- | ---------------------------------- | ----- |
| 1.  | «Ready for the Victory»            | 3:31  |
| 2.  | «I’m Gonna Be Strong»              | 3:30  |
| 3.  | «Don’t Make Me Blue»               | 3:52  |
| 4.  | «Juliet»                           | 3:37  |
| 5.  | «Higher Than Heaven»               | 3:33  |
| 6.  | «You’re Not Lisa»                  | 3:05  |
| 7.  | «When The Sky Rained Fire»         | 3:41  |
| 8.  | «Summer In December»               | 3:36  |
| 9.  | «10 Seconds To Countdown»          | 3:20  |
| 10. | «Love To Love You»                 | 3:29  |
| 11. | «Blue Eyed Coloured Girl»          | 4:13  |
| 12. | «We Are The Children Of The World» | 3:16  |
| 13. | «Mrs. Robota»                      | 3:27  |
| 14. | «If I…»                            | 4:50  |
| 15. | «Who Will Love You Like I Do»      | 4:01  |

Автор всех песен Дитер Болен, кроме песни «Love to Love You» автор которой Томас Андерс.

## Персонал
- Дитер Болен – продюсер
- Аксел Брайтунг – со-продюсер, аранжировка (треки 1, 7, 9)
- Торстен Бретцманн – со-продюсер, аранжировка (треки 2, 4, 12, 13, 15)
- Лало Титенков – со-продюсер, аранжировка (треки 8, 10, 11, 14)
- Кэй Николд – со-продюсер, аранжировка (трек 5)
- Вернер Бекер – со-продюсер, аранжировка (треки 3, 6)
- Манфред Эссер – фото
- Стефан Пик – фото
- Рональд Рейнзберг – оформление

## Чарты (2002)
| Страна    | Лучшее место | Недель в чарте |
| --------- | ------------ | -------------- |
| Германия  | 1            | 15             |
| Австрия   | 7            | 11             |
| Венгрия   | 10           | 10             |
| Швейцария | 14           | 7              |